# Diego Puyo
Diego Puyo (Alcañiz, 1984. augusztus 20. –) spanyol autóversenyző.

## Pályafutása
Pályafutását gokart versenyzéssel kezdte, majd 2001-ben részt vett a spanyol Formula–3-as bajnokságban. 2003-ban az olasz Formula–Renault-bajnokság futamain indult, és nyolc verseny során hat pontot szerzett.
2008-ban, az akkor létrejött SEAT León Eurocup sorozat nyolcadik helyén zárt.
2009-ben is e bajnokság versenyein állt rajthoz. Egy győzelmével és több dobogós helyezésével az ötödik helyen végzett az összetett értékelésben. A brnói versenyhétvégén Diego szerezte a mezőnyből a legtöbb pontot, melynek köszönhetően elindulhatott a Túraautó-világbajnokság portugál versenyén.

## Teljes túraautó-világbajnoki eredménysorozata
|  |  |  |  |  |  |  |  |  |  |  |  | 16 | 14 |  |  |  |  |  |  |  |  |  |  |

* szezon folyamatban.

## Külső hivatkozások
- Profilja a Driver Database honlapon